# Lindbergh (cràter)

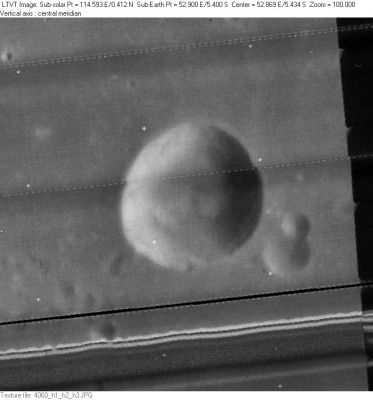
Fotografia de la missió Lunar Orbiter 4

Lindbergh és un petit cràter d'impacte lunar que es troba en la part occidental de la Mare Fecunditatis, a l'oest del cràter inundat de lava Bilharz, i al nord-est d'Ibn Battuta. Lindbergh va ser prèviament designat Messier G abans de rebre el seu nom actual per decisió de la UAI. L'inusual cràter allargat Messier es troba a uns 150  km al nord-oest.
Es racta d'un cràter aïllat que està completament envoltat per la mar lunar. És circular i en forma de bol, amb un sòl interior que abasta aproximadament la meitat del diàmetre del cràter. Les parets internes s'inclinen suaument cap al sòl i manquen de característiques o impactes notables.

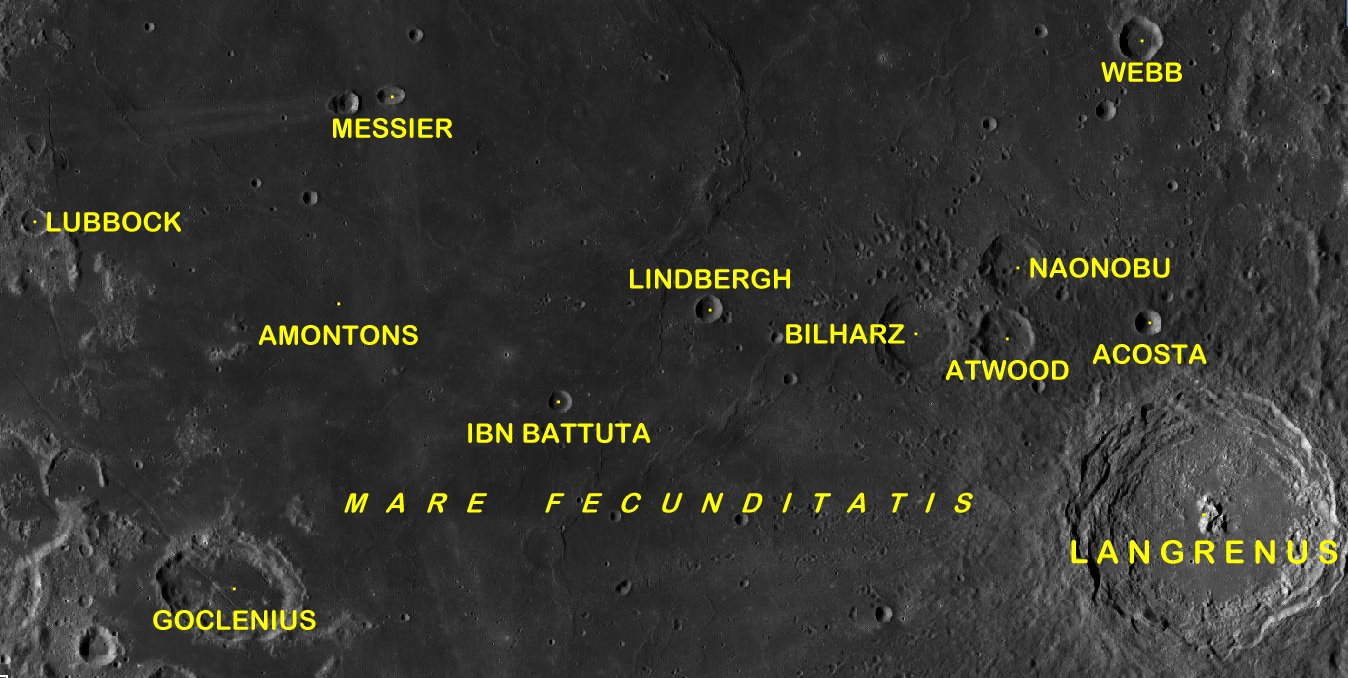
Localització de Lindbergh. Fotografia de la missió Lunar Orbiter 4